# Rothengrund

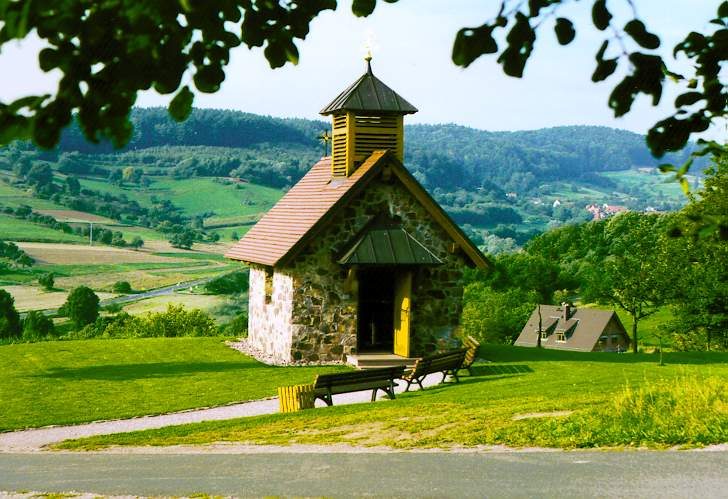
Kapelle Maria Patrona Bavariae

Rothengrund ist seit 1818 Gemeindeteil des Marktes Mömbris im unterfränkischen Landkreis Aschaffenburg in Bayern.

## Geographie
Das Dorf Rothengrund liegt im Hutzelgrund zwischen Gunzenbach und Heimbach, auf einer Höhe von 246 m ü. NHN an den Südhängen des Steinberges. Nördlich von Rothengrund befindet sich das Dorf Rappach und südöstlich Reichenbach. Im Westen liegt der Ort Hohl.

## Name
Der Name Rothengrund geht auf die Waldrodung zurück und bedeutet Ort im gerodeten Grund. Den gleichen Namensursprung hat auch der naheliegende Ort Rottenberg und das abgegangene Gehöft Rothenberg. Im Volksmund wird der Ort „Roregrund“ genannt.

## Geschichte
Im Mittelalter gehörte Rothengrund zum Gericht Mömbris. Dieses wiederum war Teil des Freigerichts Alzenau. Das Freigericht war zwar reichsunmittelbar, aber das Reich verpfändete oder vergab das Gebiet immer wieder. So wechselten die Landesherren, zu denen die Herren und späteren Grafen von Hanau, die Herren von Randenburg und die Herren von Eppstein zählten.
1500 belehnte der römisch-deutsche König Maximilian I. den Erzbischof von Mainz und den Grafen von Hanau-Münzenberg gemeinsamen mit dem Freigericht, also auch Rothengrund, das sie nun bis 1740 als Kondominat verwalteten, als es zwischen der Landgrafschaft Hessen-Kassel als Erben der Grafen von Hanau und Kurmainz zu einer Realteilung des Freigerichts kam. Dabei fiel Rothengrund an Mainz.
Am 1. Juli 1862 wurde das Bezirksamt Alzenau gebildet, auf dessen Verwaltungsgebiet Rothengrund lag. 1939 wurde wie überall im Deutschen Reich die Bezeichnung Landkreis eingeführt. Rothengrund gehörte nun zum Landkreis Alzenau in Unterfranken (Kfz-Kennzeichen ALZ). Mit Auflösung des Landkreises Alzenau im Jahre 1972 kam Rothengrund in den neu gebildeten Landkreis Aschaffenburg (Kfz-Kennzeichen AB).

## Sehenswürdigkeiten
- Die Kapelle Maria Patrona Bavariae steht oberhalb von Rothengrund und wurde durch den Kapellenbauverein Mömbris-Rothengrund e. V. erbaut.

## Gewerbe
Seit etwa 2004 gibt es in Rothengrund das Gewerbegebiet Hutzelgrund, welches den Firmen aus Gunzenbach, Rothengrund, Reichenbach, Angelsberg, Molkenberg und Hohl die Möglichkeit der Expansion gibt. Auch nicht ortsansässige Firmen können sich in diesem Gewerbegebiet ansiedeln.